# Фрегаты типа «Стамбул»
Фрегаты типа «Стамбул» — серия турецких многоцелевых фрегатов, строящихся для ВМС Турции. Разработаны в рамках национальной программы MILGEM как фрегат класса I. Представляет собой увеличенную версию противолодочного корвета типа «Ада» с повышенной автономностью и многоцелевой системой вертикального пуска MDAS. 19 января 2017 года ВМС Турции провели церемониальную резку стали головного корабля TCG Istanbul (F-515). «Стамбул» был заложен 3 июля 2017 года и спущен на воду 23 января 2021 года.

## История

Профиль фрегата типа «Стамбул»

Тип «Стамбул» является частью турецкого проекта MILGEM по развитию национального военного кораблестроения. Программа предусматривает создание семейства боевых кораблей трех типов, обладающих высокой степенью унификации. Первым кораблём стал противолодочный/патрульный корвет типа «Ада». Фрегаты типа «Стамбул», известные также как TF-100, являются вторым этапом проекта и отличается от корветов типа «Ада» многоцелевыми возможностями.
Тип «Стамбул» будет иметь удлинённый корпус, что позволит при сохранении артиллерийского вооружения, систем самозащиты и ПЛО корветов типа «Ада» увеличить дальность плавания, вдвое расширить боезапас противокорабельных ракет, оснастить корабль системой вертикального пуска MDAS
для ракет HISAR, а также другими системами для улучшения многоцелевых боевых возможностей. Опыт и технологические ноу-хау, полученные при разработке фрегата, будут играть важную роль в определении проектных характеристик и процесса разработки фрегатов класса TF-2000, а также в выборе систем и оборудования, которые будут использоваться на этих значительно более крупных и более боеспособные военные кораблях.
Первый корабль этого типа, TCG «Стамбул», был заложен 19 января 2017 года. Это пятый и самый большой современный военный корабль, спроектированный и построенный в Турции. Утверждается, что по крайней мере 75% его систем будут местного производства. На церемонии резки стали присутствовали министр обороны Турции Фикри Ишик и старшие офицеры, в том числе адмирал Бюлент Бостаноглу, командующий военно-морскими силами Турции.
Ожидается, что строительство займет четыре года, и судно будет введено в строй в 2021 году 

## Состав серии
| Номер | Название    | В честь чего назван | Строитель                     | Заложен        | Спущен                | В строю           | Статус               |
| ----- | ----------- | ------------------- | ----------------------------- | -------------- | --------------------- | ----------------- | -------------------- |
| F-515 | TCG Стамбул | Стамбул             | Военно-морская верфь Стамбула | 3 июля 2017 г. | 23 января 2021 г.     | 19 января 2024 г. | В составе ВМС Турции |
| F-516 | TCG Измир   | Измир               | Военно-морская верфь Стамбула | Нет данных     | Ожидается в 2022 году | 2026              | Запущено             |
| F-517 | TCG Ичел    | Ичел                | Военно-морская верфь Стамбула | Нет данных     | Ожидается в 2023 году | 2026-2027         | Спущен в море        |
| F-518 | TCG Измит   | Измит               | Военно-морская верфь Стамбула | Нет данных     | Ожидается в 2024 году | 2026-2027         | спущен в море        |

Планируются
| -519  | TCG Средиземноморье (F-519) | средиземноморский | Анатолийская верфь | 2024 |  |  | Во время стрижки |
| Ф-520 | TCG Черное море (F-520)     | Черное море       | Верфь Седеф        | 2024 |  |  | Во время стрижки |
| Ф-521 | TCG Эгейский (F-521)        | Эгейское море     |                    |      |  |  | Планирование     |
| Ф-522 | TCG Мармара (F-522)         | Мраморное море    |                    |      |  |  | Планирование     |